# Норт Бенд (Орегон)
Норт Бенд (енгл. North Bend) град је у америчкој савезној држави Орегон.

## Демографија
По попису из 2010. године број становника је 9.695, што је 151 (1,6%) становника више него 2000. године.
| Група             | 2000.         | 2010.         |
| Белци             | 8.630 (90,4%) | 8.322 (85,8%) |
| Афроамериканци    | 36 (0,4%)     | 31 (0,3%)     |
| Азијати           | 125 (1,3%)    | 162 (1,7%)    |
| Хиспаноамериканци | 354 (3,7%)    | 564 (5,8%)    |
| Укупно            | 9.544         | 9.695         |